# Jahrbücher der Deutschen Geschichte

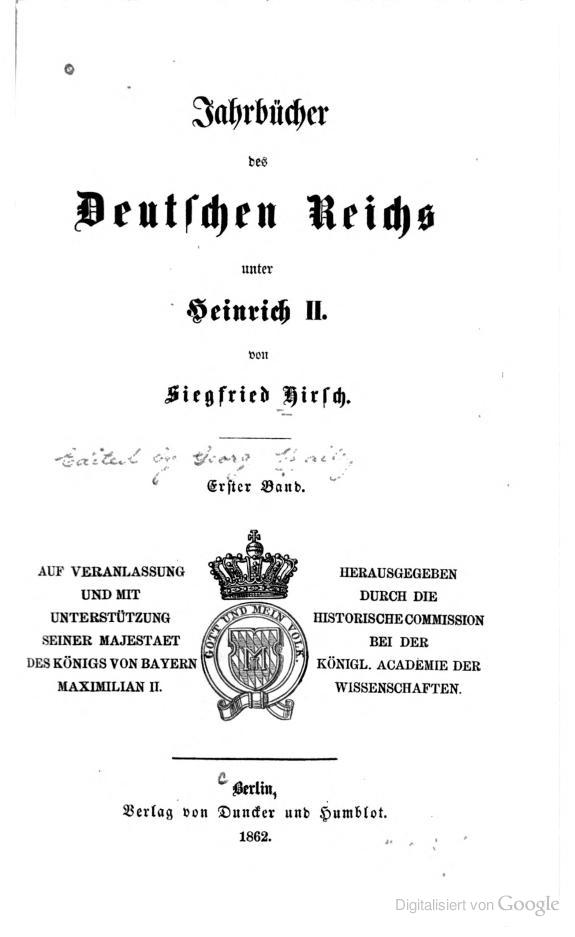
Titelseite eines Bandes von 1862

Die Jahrbücher der Deutschen Geschichte sind eine Schriftenreihe der Historischen Kommission der Bayerischen Akademie der Wissenschaften.

## Hauptteil
Nachdem Leopold Ranke Jahrbücher des Deutschen Reichs unter dem sächsischen Hause in drei Bänden 1837 bis 1840 herausgegeben hatte, wurden die erweiterten Jahrbücher das erste Großprojekt der Historischen Kommission. Sie erschienen ab 1862, als Verleger wurde Carl Friedrich Wilhelm Duncker gewonnen. Bis heute ist Duncker & Humblot in Berlin der Verlag der Reihe.
Die meisten Bände, die mit Ausnahme des Nachzügler-Bandes (1931) über Albrecht I. das Früh- und Hochmittelalter von der Merowinger- bis zur Stauferzeit abdecken, erschienen im 19. Jahrhundert. Nach langer Pause wurde 1998 wieder ein Band vorgelegt.
Die Jahrbücher sind „eine Art Mittelding zwischen Handbuch, Quellenkunde und Regestenwerk; streng chronologisch, in Anlehnung an mittelalterliche Annalen (daher: Jahrbücher), werden alle verfügbaren Nachrichten über die einzelnen fränkisch-deutschen Herrscher (seit den Karolingern) und deren Tätigkeit zusammengetragen, aus erzählenden ebenso wie aus urkundlichen Quellen; die Quellen werden oft im Wortlaut zitiert oder paraphrasiert“.
Bis heute sind die Jahrbücher aufgrund ihres Materialreichtums für die deutsche mediävistische Forschung unentbehrlich.
Vor allem im Rahmen von Google Book Search sind die meisten älteren Bände digitalisiert, allerdings meist nur mit US-Proxy nutzbar (Auflistung bei Wikisource, siehe unten). Auf der Website der MGH kann man jedoch fast alle Bände als PDF-Datei herunterladen (siehe Weblinks).

## Einzelbände
- Heinrich Eduard Bonnell: Die Anfänge des karolingischen Hauses, Berlin 1866
- Theodor Breysig: Jahrbücher des fränkischen Reiches 714–741. Die Zeit Karl Martells, Leipzig 1869[3]
- Heinrich Hahn: Jahrbücher des fränkischen Reichs 741–752, Berlin 1863
- Ludwig Oelsner: Jahrbücher des fränkischen Reiches unter König Pippin, Leipzig 1871
- Sigurd Abel, Bernhard von Simson: Jahrbücher des Fränkischen Reiches unter Karl dem Großen, 2. Auflage, Leipzig 1883, 1888
  - Band 1 (1888) von 768 bis 788, Band 2 (1883) von 789–814
- Bernhard von Simson: Jahrbücher des Fränkischen Reichs unter Ludwig dem Frommen, Leipzig 1874, 1876
  - Band 1 (1874) von 814 bis 830, Band 2 (1876) von 830 bis 840
- Ernst Dümmler: Geschichte des Ostfränkischen Reiches, 2. Auflage Leipzig 1887, 1888
  - Band 1 (1887), Ludwig der Deutsche, bis zum Frieden von Koblenz 860, Band 2 (1887), Ludwig der Deutsche, vom Koblenzer Frieden bis zu seinem Tode (860–876), Band 3 (1888), Die letzten Karolinger. Konrad I.
- Georg Waitz: Jahrbücher des Deutschen Reichs unter König Heinrich I., 3. Auflage Leipzig 1885
- Rudolf Köpke, Ernst Dümmler: Kaiser Otto der Grosse [936–973], Leipzig 1876
- Karl Uhlirz, Mathilde Uhlirz: Jahrbücher des Deutschen Reiches unter Otto II. und Otto III., Leipzig-Berlin 1902, 1954
  - Band 1 (1902), Otto II. 973–983, Band 2 (1954), Otto III. 983–1002
- Siegfried Hirsch, Hermann Pabst, Harry Bresslau: Jahrbücher des Deutschen Reichs unter Heinrich II., 3 Bände, Leipzig 1862, 1864, 1875
- Harry Bresslau: Jahrbücher des Deutschen Reichs unter Konrad II., 2 Bände, Leipzig 1879, 1884
  - Band 1 (1879), 1024–1031, Band 2 (884), 1032–1039
- Ernst Steindorff, Jahrbücher des Deutschen Reichs unter Heinrich III., 2 Bände, Leipzig 1874, 1881
- Gerold Meyer von Knonau: Jahrbücher des Deutschen Reiches unter Heinrich IV. und  Heinrich V., 7 Bände, Leipzig 1890 bis 1909
  - Band 1 (1890), 1056–1069, Band 2 (1894), 1070–1077, Band 3 (1900), 1077 (Schluß) – 1084, Band 4 (1903), 1085–1096, Band 5 (1904), 1097–1106, Band 6 (1907), 1106–1116, Band 7 (1909), 1116 (Schluß)-1125
- Wilhelm Bernardi: Lothar von Supplinburg, Leipzig 1879
- Wilhelm Bernhardi: Konrad III., Leipzig 1883
- Henry Simonsfeld: Jahrbücher des Deutschen Reiches unter Friedrich I., Bd. 1 1125–1158, Leipzig 1908 (keine weiteren Bände erschienen)
- Theodor Toeche: Kaiser Heinrich VI., Leipzig 1867
- Eduard Winkelmann: Philipp von Schwaben und Otto IV. von Braunschweig, Leipzig 2 Bände, 1873, 1878
  - Band 1 (1873), König Philipp von Schwaben; 1197–1208, Band 2 (1878), Kaiser Otto IV. von Braunschweig; 1208–1218
- Eduard Winkelmann: Kaiser Friedrich II., 2 Bände (keine weiteren erschienen), Leipzig 1889, 1897
  - Band 1 (1889), 1218–1228, Band 2 2 (1897), 1228–1233
- Peter Thorau: König Heinrich (VII.), das Reich und die Territorien, Berlin 1998 (Jahrbücher des Deutschen Reiches unter Heinrich VII. 1)
- Alfred Hessel, Jahrbücher des Deutschen Reichs unter König Albrecht I. von Habsburg, München 1931

Ergänzend erschien außerhalb der Reihe, aber in ähnlicher Form:
- Johannes Kempf: Geschichte des Deutschen Reiches während des grossen Interregnums 1245–1273, Würzburg 1893

## Vorläuferreihe
Die Einzelbände der Vorläuferreihe Jahrbücher des Deutschen Reichs unter dem sächsischen Hause erschienen 1837 bis 1841 in Berlin und wurden von Leopold Ranke herausgegeben.
- Georg Waitz, Jahrbücher des Deutschen Reichs unter der Herrschaft König Heinrichs I., Berlin 1837 (Bd. 1,1)
- Rudolf Köpke: Jahrbücher des Deutschen Reichs unter der Herrschaft König Ottos I. 936 bis 951, Berlin 1838 (Bd. 1,2)
- Wilhelm von Dönniges: Jahrbücher des Deutschen Reichs unter der Herrschaft König und Kaiser Ottos I. von 951 bis 973, Berlin 1839 (Bd. 1,3)
- Wilhelm Giesebrecht: Jahrbücher des Deutschen Reichs unter der Herrschaft Kaiser Ottos II., Berlin 1840 (Bd. 2,1)
- Roger Wilmans: Jahrbücher des deutschen Reichs unter der Herrschaft König und Kaiser Otto’s III. 983–1002, Berlin 1840 (Bd. 2,2)
- Siegfried Hirsch und Georg Waitz: Kritische Prüfung der Echtheit und des historischen Werthes des Chronicon Corbejense, Berlin 1839 (Bd. 3,1)

Beim Chronicon Corbejense (Chronik von Corvey), das angeblich aus Utrecht stammte und von 768 bis 1187 ging, handelte es sich um eine Fälschung (von Christian Franz Paullini oder dem Pfarrer in Corvey Johann Friedrich Falke).